# 機械掃描電視

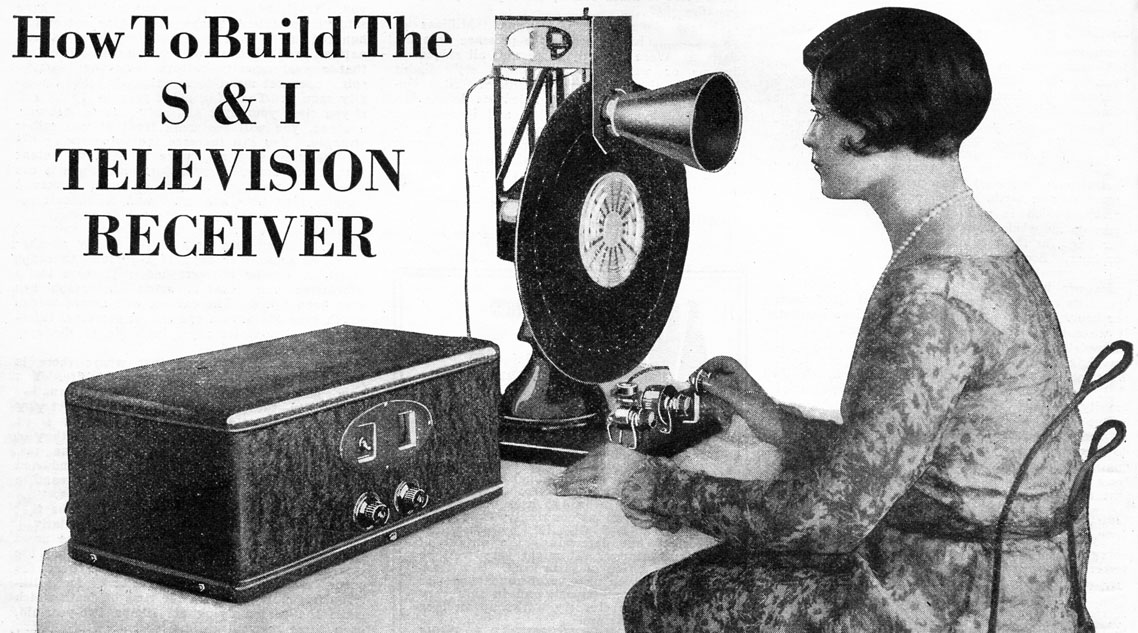
1928年的机械扫描电视接收器

机械电视或机械扫描电视是一种电视系统，它依靠机械式扫描装置（例如带孔的旋转圆盘或旋转镜鼓）来扫描放映现场并产生视频信号，并依靠接收器上的机械装置来显示图像。
1920年代和1930年代最早的实验性电视系统中使用的就是机械扫描方法。1925年10月2日，约翰·罗杰·贝尔德在伦敦进行了第一个实验性无线电视传输。1928年，许多广播电台使用机械扫描方法播放实验性电视节目。然而由於该技术未能产生高质量的图像因此難以普及。電視机械扫描系统在1930年代中期在被电子扫描技术所取代。